# MILF

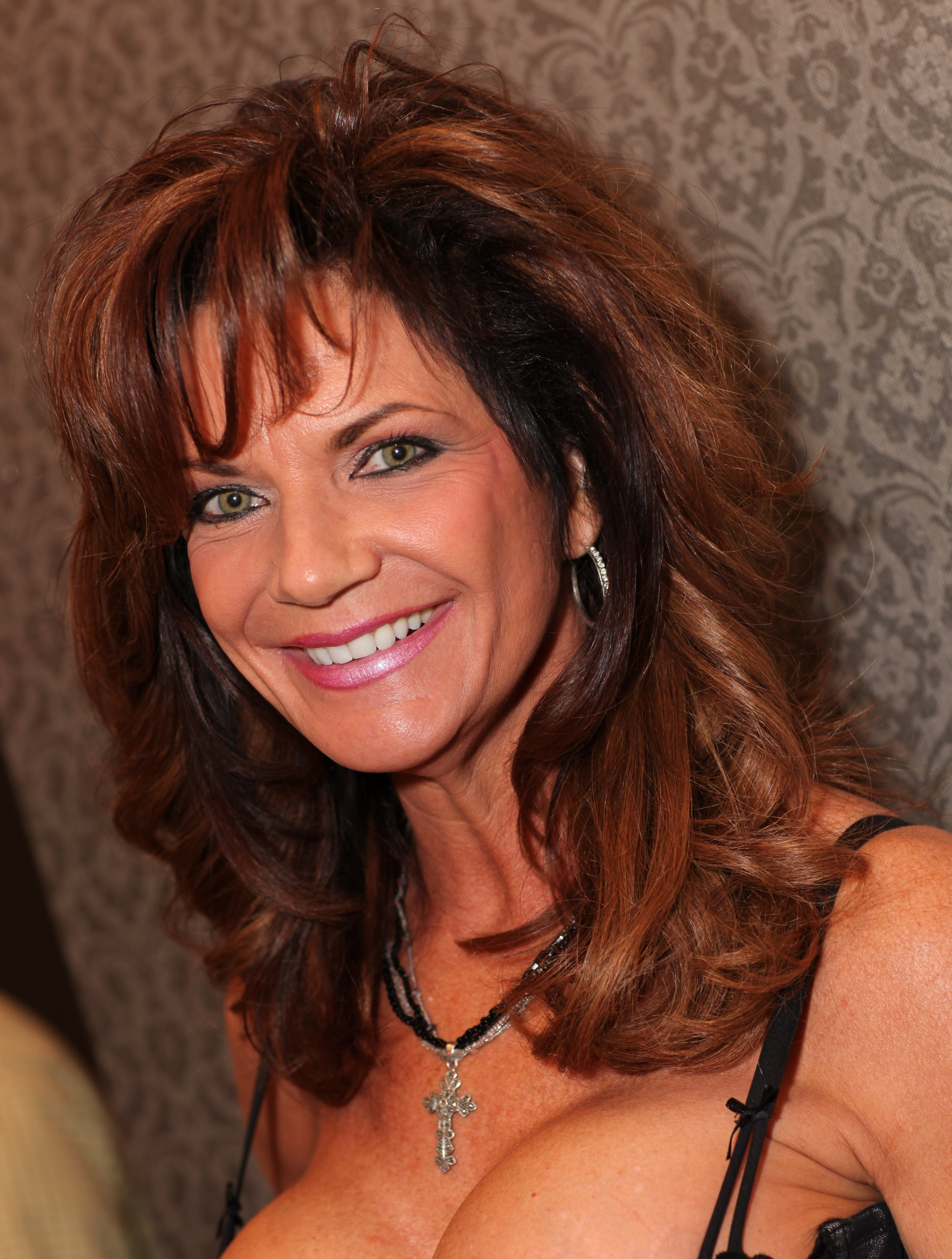
A atriz Deauxma é protagonista de diversos filmes do gênero MILF.

MILF é um acrônimo em inglês que significa "Mother I'd Like to Fuck" (em português, "Mãe que eu gostaria de foder"), e refere-se a um fetiche sexual com mulheres mais velhas com idade suficiente para serem mães de determinados parceiros mais jovens. Geralmente uma MILF tem a faixa etária entre 40 a 60 anos. O termo, anteriormente já usado na internet, e cujo mais antigo registro data de 1995, foi popularizado no final da década de 1990 pelo filme American Pie, através da interpretação de Jennifer Coolidge, cuja personagem, Janine Stifler, era a atraente mãe de um dos personagens, Steve Stifler (interpretado por Seann William Scott), sendo cobiçada pelos amigos do filho.
O termo, posteriormente, passou a ser utilizado para designar um gênero específico de filme pornográfico, tendo como exemplo notório a produção Who's Nailin' Paylin? - Adventures of a Hockey MILF, uma paródia da candidata à vice-presidente dos Estados Unidos Sarah Palin, que viria a tornar tanto o gênero quanto a realização de paródias pornográficas algo bastante popular, inclusive fora do meio pornográfico.

## Pornografia MILF
Como género pornográfico, os filmes MILF são classificados pela presença de atrizes com até 50 anos, incluindo mulheres cuja carreira começou apenas após os 35, envolvidas em relacionamentos sexuais com parceiros consideravelmente mais jovens.
Como segmento da indústria do sexo, o gênero MILF tem apresentado exponencial crescimento, e representou uma extensão no tempo de carreira de diversas atrizes pornográficas, com o estabelecimento de categorias de premiação próprias, tais como:
- Prêmio de "MILF do Ano", concedido pela XRCO[7]
- Prêmio de "Performance MILF/Cougar[nota 1] do Ano", concedida pelo AVN[10]
- Prêmio de "MILF do Ano", concedido pelo Cyberspace Adult Viduhjiuhieo Reviews[11].
- Prêmio de "Melhor Performance MILF", concedido pelo Urban X Awards[12].
- Prêmio de "Melhor Atriz Madura", concedido pelo Adult Broadcasting Awards do Japão[13].